# Championnat de Maurice de football
Le championnat de la république de Maurice de football a été créé en 1935. Il s'agit de la première division du championnat mauricien de football. 
Cette division est également appelée BARCLAYS LEAGUE 1st Division. Elle est composée de treize clubs se rencontrant deux fois pendant la saison, une fois à domicile, une fois à l'extérieur. À la fin de chaque saison, l'équipe terminant première est déclarée championne et les deux derniers clubs sont relégués en deuxième division. Ce championnat est totalement amateur et acquerra le statut de championnat professionnel à partir de la saison 2012. Les  8 premières équipes de la saison 2011 disputeront la première saison de ce championnat professionnel.
Il est à noter qu'un grand nombre de clubs ont disparu en 2000 et ont été recréés sous de nouveaux noms à cause de relations très fortes avec des groupes ethniques ou religieux, comme Fire Brigade (Créoles), Sunrise Flacq United (Tamouls), Cadets Club (Hindous), Scouts Club (Musulmans). Après des incidents dus à ces tensions, la fédération décida avec les clubs de réformer le championnat et de s'axer sur la régionalisation.

## Palmarès
| Année                                                                  | Champion                                 |
| 1935                                                                   | Curepipe SC (1)                          |
| 1936                                                                   | Garrison (1)                             |
| 1937                                                                   | Garrison (2)                             |
| 1938                                                                   | FC Dodo (1)                              |
| 1939                                                                   | FC Dodo (2)                              |
| 1940                                                                   | Championnat non disputé                  |
| 1941                                                                   | Championnat non disputé                  |
| 1942                                                                   | Fire Brigade SC (1)                      |
| 1943                                                                   | Championnat non disputé                  |
| 1944                                                                   | FC Dodo (3)                              |
| 1945                                                                   | FC Dodo (4)                              |
| 1946                                                                   | FC Dodo (5)                              |
| 1947                                                                   | Collège St. Esprit (1)                   |
| 1948                                                                   | FC Dodo (6)                              |
| 1949                                                                   | Faucons (1)                              |
| 1950                                                                   | Fire Brigade SC (2)                      |
| 1951                                                                   | FC Dodo (7)                              |
| 1952                                                                   | Championnat non disputé                  |
| 1953                                                                   | FC Dodo (8)                              |
| 1954                                                                   | Faucons (2)                              |
| 1955                                                                   | Faucons (3)                              |
| 1956                                                                   | Championnat non disputé                  |
| 1957                                                                   | FC Dodo (9) & Faucons (4)(titre partagé) |
| 1958                                                                   | Faucons (5)                              |
| 1959                                                                   | FC Dodo (10)                             |
| 1960                                                                   | Championnat non disputé                  |
| 1961                                                                   | Fire Brigade SC (3)                      |
| 1962                                                                   | Police Club (1)                          |
| 1963                                                                   | Racing Club (1)                          |
| 1964                                                                   | FC Dodo (11)                             |
| 1965                                                                   | Police Club (2)                          |
| 1966                                                                   | FC Dodo (12)                             |
| 1967                                                                   | Police Club (3)                          |
| 1968                                                                   | FC Dodo (13)                             |
| 1969                                                                   | Championnat non disputé                  |
| 1970                                                                   | Championnat non disputé                  |
| 1971                                                                   | Police Club (4)                          |
| 1972                                                                   | Police Club (5)                          |
| 1973                                                                   | Fire Brigade SC (4)                      |
| 1974                                                                   | Fire Brigade SC (5)                      |
| 1975                                                                   | Hindu Cadets (1)                         |
| 1976                                                                   | Muslim Scouts Club (1)                   |
| 1976/77                                                                | Hindu Cadets (2)                         |
| 1977/78                                                                | Racing Club (2)                          |
| 1978/79                                                                | Hindu Cadets (3)                         |
| 1979/80                                                                | Fire Brigade SC (6)                      |
| 1980/81                                                                | Police Club (6)                          |
| 1981/82                                                                | Police Club (7)                          |
| 1982-1983                                                              | Fire Brigade SC (7)                      |
| 1983/84                                                                | Fire Brigade SC (8)                      |
| 1984/85                                                                | Fire Brigade SC (9)                      |
| 1985/86                                                                | Hindu Cadets (4)                         |
| 1986/87                                                                | Sunrise Flacq United (1)                 |
| 1987/88                                                                | Fire Brigade SC (10)                     |
| 1988-1989                                                              | Sunrise Flacq United (2)                 |
| 1989/90                                                                | Sunrise Flacq United (3)                 |
| 1990-1991                                                              | Sunrise Flacq United (4)                 |
| 1991/92                                                                | Sunrise Flacq United (5)                 |
| 1992-1993                                                              | Fire Brigade SC (11)                     |
| 1993/94                                                                | Fire Brigade SC (12)                     |
| 1994-1995                                                              | Sunrise Flacq United (6)                 |
| 1995-1996                                                              | Sunrise Flacq United (7)                 |
| 1996-1997                                                              | Sunrise Flacq United (8)                 |
| 1997-1998                                                              | Muslim Scouts Club (2)                   |
| 1998-1999                                                              | Fire Brigade SC (13)                     |
| 2000                                                                   | Championnat non disputé                  |
| 2001                                                                   | Olympique de Moka (1)                    |
| 2002                                                                   | AS Port-Louis 2000 (1)                   |
| 2003                                                                   | AS Port-Louis 2000 (2)                   |
| 2003-2004                                                              | AS Port-Louis 2000 (3)                   |
| 2004-2005                                                              | AS Port-Louis 2000 (4)                   |
| 2005-2006                                                              | Pamplemousses SC (1)                     |
| 2006-2007                                                              | Curepipe Starlight (1)                   |
| 2007-2008                                                              | Curepipe Starlight (2)                   |
| 2008-2009                                                              | Curepipe Starlight (3)                   |
| 2010                                                                   | Pamplemousses SC (2)                     |
| 2010/2011                                                              | AS Port-Louis 2000 (5)                   |
| 2011-2012                                                              | Pamplemousses SC (3)                     |
| 2012-2013                                                              | Curepipe Starlight (4)                   |
| 2013-2014                                                              | Cercle de Joachim SC (1)                 |
| 2014-2015                                                              | Cercle de Joachim SC (2)                 |
| 2015-2016                                                              | AS Port-Louis 2000 (6)                   |
| 2016-2017                                                              | Pamplemousses SC (4)                     |
| 2017-2018                                                              | Pamplemousses SC (5)                     |
| 2018-2019                                                              | Pamplemousses SC (6)                     |
| 2019-2020 (Championnat abandonné en raison de la pandémie de Covid-19) |                                          |
| 2020-2021 (Championnat abandonné en raison de la pandémie de Covid-19) |                                          |
| 2021-2022                                                              | Championnat annulé                       |
| 2022-2023                                                              | GRSE Wanderes SC (1)                     |
| 2023-2024                                                              | Cercle de Joachim SC (3)                 |

## Bilan
| Club                 | Titres |
| -------------------- | ------ |
| Fire Brigade SC      | 13     |
| FC Dodo              | 13     |
| Sunrise Flacq United | 8      |
| Police Club          | 7      |
| AS Port-Louis 2000   | 6      |
| Pamplemousses SC     | 6      |
| Faucons              | 5      |
| Hindu Cadets         | 4      |
| Curepipe Starlight   | 4      |
| Cercle de Joachim SC | 3      |
| Garrison             | 2      |
| Racing Club          | 2      |
| Muslim Scouts Club   | 2      |
| Collège St. Esprit   | 1      |
| Curepipe SC          | 1      |
| Olympique de Moka    | 1      |
| GRSE Wanderers SC    | 1      |

## Meilleurs buteurs
| Saison  | Nationalité                                                  | Meilleurs buteurs                        | Équipe                                              | Buts |
| 1992-93 | Drapeau de Maurice                                           | Ashley Mocudé                            | Sunrise SC                                          | 28   |
| 1996-97 | Drapeau de Maurice                                           | Ashley Mocudé                            | Sunrise SC                                          | 31   |
| 2001    | Drapeau de Maurice                                           | Jerry Louis                              | Olympique de Moka                                   | 30   |
| 2002    | Drapeau de Maurice · Drapeau de Maurice · Drapeau de Maurice | Karl Léonnie Kersley Appou Tony François | Faucons AS Port-Louis 2000 US Beau-Bassin/Rose Hill | 18   |
| 2003    | Drapeau de Maurice · Drapeau de Maurice                      | Kersley Appou Tony François              | AS Port-Louis 2000 US Beau-Bassin/Rose Hill         | 11   |
| 2003-04 | Drapeau de Madagascar                                        | Praxis Rabemananjara                     | Pamplemousses SC                                    | 17   |
| 2004-05 | Drapeau de Madagascar                                        | Praxis Rabemananjara                     | Pamplemousses SC                                    | 12   |
| 2005-06 | Drapeau de Madagascar                                        | Praxis Rabemananjara                     | Pamplemousses SC                                    | 11   |
| 2006-07 | Drapeau de Madagascar                                        | Praxis Rabemananjara                     | Pamplemousses SC                                    | 19   |
| 2007-08 | Drapeau de Maurice                                           | Wesley Marquette                         | Curepipe Starlight SC                               | 14   |
| 2008-09 | Drapeau de Maurice                                           | Tony François                            | AS Rivière du Rempart                               | 17   |
| 2010    | Drapeau de Maurice                                           | Gurty Calembé                            | Etoile de l'Ouest                                   | 22   |
| 2011    |                                                              | Ben Abdallah                             | AS Vacoas-Phoenix                                   | 16   |
| 2012    |                                                              | Sewram Gobin Branli Zizi Ratovonirina    | AS Rivière du Rempart Pamplemousses SC              | 14   |